# Portugal nos Jogos Olímpicos de Verão de 2012
Portugal competiu nos Jogos Olímpicos de Verão de 2012, que aconteceram na cidade de Londres, no Reino Unido, de 27 de julho a 12 de agosto de 2012. O Comité Olímpico de Portugal foi representado por uma delegação composta por 77 atletas, igual número que nos Jogos Olímpicos de 2008. Em Londres, Portugal competiu em 13 modalidades: Atletismo, Badminton, Canoagem, Ciclismo, Hipismo, Ginástica, Judo, Natação, Remo, Ténis de Mesa, Tiro, Triatlo e Vela. Face a Pequim, Portugal participará em menos quatro modalidades: Esgrima, Tiro desportivo, Tiro com Arco e Taekwondo.
Na comitiva olímpica não constaram, por lesão, o campeão olímpico Nélson Évora, bem como os seus colegas do atletismo, Naide Gomes, Francis Obikwelu e Rui Silva.

## Medalhados
| Medalha          | Nome                           | Desporto | Evento     | Data        |
| ---------------- | ------------------------------ | -------- | ---------- | ----------- |
| Medalha de prata | Fernando Pimenta Emanuel Silva | Canoagem | K-2 1000 m | 8 de Agosto |

## Desempenho

### Atletismo(24 atletas)
Os seguintes atletas alcançaram padrões de qualificação em eventos de atletismo (até um máximo de três atletas por prova com standard "A" e um atleta por evento com standard "B"):

#### Eventos de pista e estrada
Masculino
| Atleta           | Evento                     | Série     | Série   | Quartos de Final | Quartos de Final | Semifinal | Semifinal | Final     | Final   |
| Atleta           | Evento                     | Resultado | Posição | Resultado        | Posição          | Resultado | Posição   | Resultado | Posição |
| ---------------- | -------------------------- | --------- | ------- | ---------------- | ---------------- | --------- | --------- | --------- | ------- |
| João Almeida     | 110 metros barreiras       | 13.69     | 31      | —                | —                | -         | -         | -         | -       |
| Arnaldo Abrantes | 200 metros                 | 20.88     | 39      | -                | -                | -         | -         | -         | -       |
| Luís Feiteira    | Maratona                   | —         | —       | —                | —                | —         | —         | 2:19:40   | 48      |
| Pedro Isidro     | 50 quilómetros marcha      | —         | —       | —                | —                | —         | —         | 3:58:59   | 40      |
| Jorge Paula      | 400 metros com barreiras   | 51.40     | 41      | —                | —                | -         | -         | -         | -       |
| Alberto Paulo    | 3000 metros com obstáculos | 8:40.74   | 31      | —                | —                | —         | —         |           | -       |
| Rui Pedro Silva  | Maratona                   | —         | —       | —                | —                | —         | —         |           | DNF     |
| João Vieira      | 20 quilómetros marcha      | —         | —       | —                | —                | —         | —         | 1:20:41   | 11      |
| João Vieira      | 50 quilómetros marcha      | —         | —       | —                | —                | —         | —         |           | DNF     |

Feminino
| Atleta          | Evento                     | Qualificação | Qualificação | Quartos de final | Quartos de final | Semifinal | Semifinal | Final     | Final   |
| Atleta          | Evento                     | Resultado    | Posição      | Resultado        | Posição          | Resultado | Posição   | Resultado | Posição |
| --------------- | -------------------------- | ------------ | ------------ | ---------------- | ---------------- | --------- | --------- | --------- | ------- |
| Jéssica Augusto | Maratona                   | —            | —            | —                | —                | —         | —         | 2:25:11   | 7       |
| Vera Barbosa    | 400 metros com barreiras   | 55.22        | 12           | —                | —                | 56.27     | 21        |           |         |
| Marisa Barros   | Maratona                   | —            | —            | —                | —                | —         | —         | 2:26:13   | 13      |
| Ana Cabecinha   | 20 quilómetros marcha      | —            | —            | —                | —                | —         | —         | 1:28:03   | 7       |
| Clarisse Cruz   | 3000 metros com obstáculos |              | 15           | —                | —                | —         | —         | 9:32.44   | 10      |
| Dulce Félix     | 10000 metros               | —            | —            | —                | —                | —         | —         | -         | -       |
| Dulce Félix     | Maratona                   | —            | —            | —                | —                | —         | —         | 2:28:12   | 21      |
| Inês Henriques  | 20 quilómetros marcha      | —            | —            | —                | —                | —         | —         | 1:29:54   | 13      |
| Sara Moreira    | 5000 metros                | —            | —            | —                | —                | —         | —         | -         | -       |
| Sara Moreira    | 10000 metros               | —            | —            | —                | —                | —         | —         | 31:16.44  | 14      |
| Vera Santos     | 20 quilómetros marcha      | —            | —            | —                | —                | —         | —         | 1:35:51   | 46      |

#### Concursos
Masculino
| Atleta       | Evento               | Qualificação | Qualificação | Final     | Final   |
| Atleta       | Evento               | Distancia    | Posição      | Distancia | Posição |
| ------------ | -------------------- | ------------ | ------------ | --------- | ------- |
| Marcos Chuva | Salto em Comprimento |              |              |           |         |
| Marco Fortes | Lançamento do peso   |              | 15           | -         | -       |
| Edi Maia     | Salto à vara         |              |              |           |         |

Feminino
| Atleta                | Evento                | Qualificação | Qualificação | Final     | Final   |
| Atleta                | Evento                | Distancia    | Posição      | Distancia | Posição |
| --------------------- | --------------------- | ------------ | ------------ | --------- | ------- |
| Patrícia Mamona       | Triplo salto          |              | 13           | -         | -       |
| Irina Rodrigues       | Lançamento do disco   |              |              |           |         |
| Vânia Silva           | Lançamento do martelo |              |              |           |         |
| Maria Eleonor Tavares | Salto à vara          |              |              |           |         |

### Badminton(2 atletas)
| Atleta        | Evento    | Fase de grupos               | Fase de grupos            | Fase de grupos       | Fase de grupos | Round of 16          | Quartos de final     | Semifinal            | Final                | Final       |
| Atleta        | Evento    | Adversário Resultado         | Adversário Resultado      | Adversário Resultado | Posição        | Adversário Resultado | Adversário Resultado | Adversário Resultado | Adversário Resultado | Posição     |
| ------------- | --------- | ---------------------------- | ------------------------- | -------------------- | -------------- | -------------------- | -------------------- | -------------------- | -------------------- | ----------- |
| Pedro Martins | Badminton | DEN Gade L 21–14, 21–8       | —                         | —                    | 2              | Não avançou          | Não avançou          | Não avançou          | Não avançou          | Não avançou |
| Telma Santos  | Badminton | SRI Jayasinghe W 21–9, 21–11 | THA Intanon L 21–12, 21–6 | —                    | 2              | Não avançou          | Não avançou          | Não avançou          | Não avançou          | Não avançou |

### Canoagem(6 atletas)
Masculino
| Atleta                         | Evento     | Séries | Séries  | Semifinais | Semifinais | Finais | Finais  |
| Atleta                         | Evento     | Tempo  | Posição | Tempo      | Posição    | Tempo  | Posição |
| ------------------------------ | ---------- | ------ | ------- | ---------- | ---------- | ------ | ------- |
| Fernando Pimenta Emanuel Silva | K-2 200 m  |        |         |            |            |        |         |
| Fernando Pimenta Emanuel Silva | K-2 1000 m |        | 3       |            | 5          |        | 2       |

Feminino
| Atleta                                                          | Evento                    | Séries | Séries  | Semifinais | Semifinais | Finais | Finais  |
| Atleta                                                          | Evento                    | Tempo  | Posição | Tempo      | Posição    | Tempo  | Posição |
| --------------------------------------------------------------- | ------------------------- | ------ | ------- | ---------- | ---------- | ------ | ------- |
| Teresa Portela                                                  | K-1 200 m                 |        |         |            |            |        |         |
| Teresa Portela                                                  | K-1 500 metres\|K-1 500 m |        | 5       |            | 9          |        |         |
| Beatriz Gomes Joana Vasconcelos                                 | K-2 500 m                 |        | 5       |            | 6          |        |         |
| Beatriz Gomes Teresa Portela Helena Rodrigues Joana Vasconcelos | K-4 500 m                 |        | 3       |            | -          |        | 6       |

### Ciclismo(4 atletas)

#### Estrada
Masculino
| Atleta          | Evento                                                                       | Tempo    | Posição |
| --------------- | ---------------------------------------------------------------------------- | -------- | ------- |
| Manuel Cardoso  | Ciclismo nos Jogos Olímpicos de Verão de 2012 - Corrida em estrada masculina | 5:46:37  | 49      |
| Rui Costa       | Ciclismo nos Jogos Olímpicos de Verão de 2012 - Corrida em estrada masculina | 5:46:05  | 13      |
| Nelson Oliveira | Ciclismo nos Jogos Olímpicos de Verão de 2012 - Corrida em estrada masculina | 5:46:37  | 69      |
| Nelson Oliveira | Contra relógio                                                               | 54:41.57 | 18      |

#### Montanha

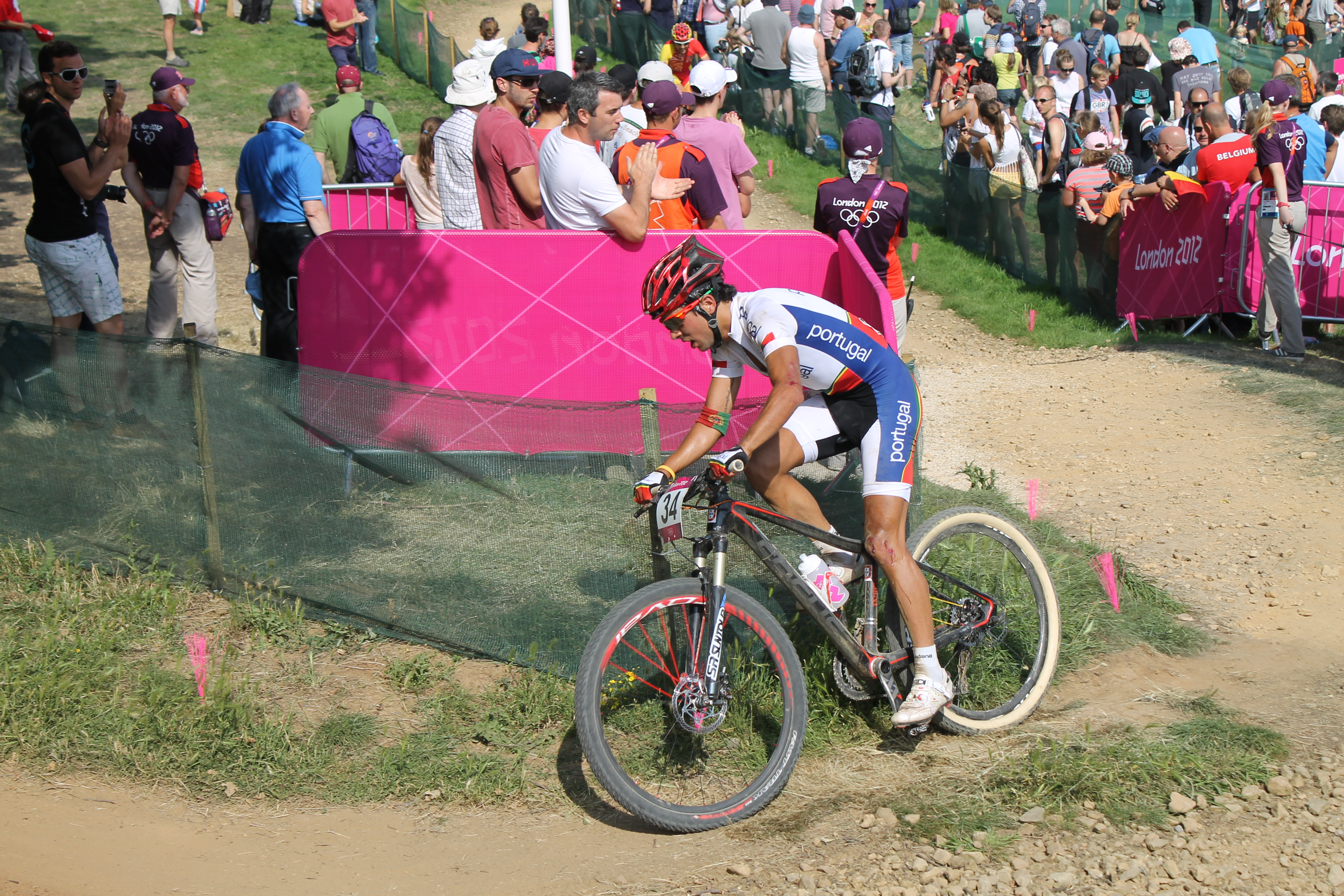
David Rosa

Masculino
| Atleta     | Evento        | Tempo | Posição |
| ---------- | ------------- | ----- | ------- |
| David Rosa | Cross-country |       |         |

### Hipismo

#### Dressage
| Atleta           | Cavalo | Evento     | Round 1   | Round 1 | Round 2   | Round 2 | Round 2         | Round 2 | Final     | Final   | Final           | Final   |
| Atleta           | Cavalo | Evento     | Pontuação | Posição | Pontuação | Posição | Pontuação total | Posição | Pontuação | Posição | Pontuação total | Posição |
| ---------------- | ------ | ---------- | --------- | ------- | --------- | ------- | --------------- | ------- | --------- | ------- | --------------- | ------- |
| Gonçalo Carvalho | Rubi   | Individual |           |         |           |         |                 |         |           |         |                 |         |

#### Saltos
| Atleta        | Cavalo | Evento     | Qualificação | Qualificação | Qualificação | Qualificação | Qualificação | Qualificação | Qualificação | Qualificação | Final       | Final   | Final       | Final   | Final   | Total       | Total   |
| Atleta        | Cavalo | Evento     | Round 1      | Round 1      | Round 2      | Round 2      | Round 2      | Round 3      | Round 3      | Round 3      | Round A     | Round A | Round B     | Round B | Round B | Total       | Total   |
| Atleta        | Cavalo | Evento     | Penalidades  | Posição      | Penalidades  | Total        | Posição      | Penalidades  | Total        | Posição      | Penalidades | Posição | Penalidades | Total   | Posição | Penalidades | Posição |
| ------------- | ------ | ---------- | ------------ | ------------ | ------------ | ------------ | ------------ | ------------ | ------------ | ------------ | ----------- | ------- | ----------- | ------- | ------- | ----------- | ------- |
| Luciana Diniz | Lennox | Individual |              |              |              |              |              |              |              |              |             |         |             |         |         |             |         |

### Ginástica

#### Ginástica Artística
Masculino
| Atleta        | Evento           | Qualificação | Qualificação | Qualificação | Qualificação | Qualificação | Qualificação | Qualificação | Qualificação | Final       | Final       | Final       | Final       | Final       | Final       | Final       | Final       |
| Atleta        | Evento           | Aparelho     | Aparelho     | Aparelho     | Aparelho     | Aparelho     | Aparelho     | Total        | Posição      | Aparelho    | Aparelho    | Aparelho    | Aparelho    | Aparelho    | Aparelho    | Total       | Posição     |
| Atleta        | Evento           | S            | C            | A            | T            | BP           | BH           | Total        | Posição      | S           | C           | A           | T           | BP          | BH          | Total       | Posição     |
| ------------- | ---------------- | ------------ | ------------ | ------------ | ------------ | ------------ | ------------ | ------------ | ------------ | ----------- | ----------- | ----------- | ----------- | ----------- | ----------- | ----------- | ----------- |
| Manuel Campos | Individual Geral | 14.166       | 12.500       | 14.433       | 14.200       | 14.400       | 13.200       | 82.899       | 35           | Não avançou | Não avançou | Não avançou | Não avançou | Não avançou | Não avançou | Não avançou | Não avançou |

Feminino
| Atleta   | Evento           | Qualificação | Qualificação | Qualificação | Qualificação | Qualificação | Qualificação | Final       | Final       | Final       | Final       | Final       | Final       |
| Atleta   | Evento           | Aparelho     | Aparelho     | Aparelho     | Aparelho     | Total        | Posição      | Aparelho    | Aparelho    | Aparelho    | Aparelho    | Total       | Posição     |
| Atleta   | Evento           | S            | T            | BA           | BF           | Total        | Posição      | S           | T           | BA          | BF          | Total       | Posição     |
| -------- | ---------------- | ------------ | ------------ | ------------ | ------------ | ------------ | ------------ | ----------- | ----------- | ----------- | ----------- | ----------- | ----------- |
| Zoi Lima | Individual Geral | 12.033       | 13.566       | 11.766       | 12.266       | 49.631       | 53           | Não avançou | Não avançou | Não avançou | Não avançou | Não avançou | Não avançou |

#### Trampolim
| Atleta          | Evento              | Séries    | Séries  | Final     | Final   |
| Atleta          | Evento              | Pontuação | Posição | Pontuação | Posição |
| --------------- | ------------------- | --------- | ------- | --------- | ------- |
| Diogo Ganchinho | Trampolim masculino | 61.440    | 15      |           |         |
| Ana Rente       | Trampolim feminino  | 100.275   | 11      |           |         |

### Judo
| Atleta         | Evento           | Round de 64          | Round de 32            | Round de 16           | Quartos de final     | Semifinais           | Repechage 1          | Repechage 2          | Final                | Final       |
| Atleta         | Evento           | Adversário Resultado | Adversário Resultado   | Adversário Resultado  | Adversário Resultado | Adversário Resultado | Adversário Resultado | Adversário Resultado | Adversário Resultado | Posição     |
| -------------- | ---------------- | -------------------- | ---------------------- | --------------------- | -------------------- | -------------------- | -------------------- | -------------------- | -------------------- | ----------- |
| João Pina      | Masculino -73 kg | Bye                  | UKR Soroka L 0011–0102 | Não avançou           | Não avançou          | Não avançou          | Não avançou          | Não avançou          | Não avançou          | Não avançou |
| Joana Ramos    | Feminino -52 kg  | —                    | Bye                    | FRA Gneto L 0000–1001 | Não avançou          | Não avançou          | Não avançou          | Não avançou          | Não avançou          | Não avançou |
| Telma Monteiro | Feminino -57 kg  | —                    | USA Malloy L 000–001   | Não avançou           | Não avançou          | Não avançou          | Não avançou          | Não avançou          | Não avançou          | Não avançou |
| Yahima Ramirez | Feminino -78 kg  | —                    | GBR Gibbons            |                       |                      |                      |                      |                      |                      |             |

### Natação(34)
Masculino
| Atletas        | Evento       | Eliminatórias | Eliminatórias | Semifinal | Semifinal | Final       | Final       |
| Atletas        | Evento       | Tempo         | Posição       | Tempo     | Posição   | Tempo       | Posição     |
| -------------- | ------------ | ------------- | ------------- | --------- | --------- | ----------- | ----------- |
| Diogo Carvalho | 400 m medley | 4min23s06     | 26º           |           |           | Não avançou | Não avançou |

Feminino
| Atletas       | Evento          | Eliminatórias | Eliminatórias | Semifinal   | Semifinal   | Final       | Final       |
| Atletas       | Evento          | Tempo         | Posição       | Tempo       | Posição     | Tempo       | Posição     |
| ------------- | --------------- | ------------- | ------------- | ----------- | ----------- | ----------- | ----------- |
| Ana Rodrigues | 100 m peito     | 1min10s62     | 35º           | Não avançou | Não avançou | Não avançou | Não avançou |
| Sara Oliveira | 100 m borboleta | 1min00s44     | 36º           | Não avançou | Não avançou | Não avançou | Não avançou |
| Sara Oliveira | 200 m borboleta | 2min11s54     | 24º           | Não avançou | Não avançou | Não avançou | Não avançou |

### Remo
Masculino
| Equipe                  | Evento           | Eliminatórias | Eliminatórias | Repescagem | Repescagem | Quartas | Quartas | Semifinal | Semifinal | Final   | Final                |
| Equipe                  | Evento           | Tempo         | Posição       | Tempo      | Posição    | Tempo   | Posição | Tempo     | Posição   | Tempo   | Posição (Pos. final) |
| ----------------------- | ---------------- | ------------- | ------------- | ---------- | ---------- | ------- | ------- | --------- | --------- | ------- | -------------------- |
| Pedro Fraga Nuno Mendes | Skiff duplo leve | 6m37s91       | 2º S A/B      | BYE        | BYE        |         |         | 6m37s99   | 3º FA     | 6m44s80 | 5º (5º)              |

### Tiro
Masculino
| Atleta     | Evento                | Qualificação | Qualificação | Final       | Final       | Posição |
| Atleta     | Evento                | Placar       | Posição      | Placar      | Total       | Posição |
| ---------- | --------------------- | ------------ | ------------ | ----------- | ----------- | ------- |
| João Costa | Pistola de ar de 10 m | 583          | 8º           | 99.3        | 682.3       | 7º      |
| João Costa | Pistola livre 50 m    | 559          | 9º           | Não avançou | Não avançou | 9º      |

### Triatlo
| Atleta     | Evento    | Natação (1,5 km) | Ciclismo (40 km) | Corrida (10 km) | Tempo total | Posição |
| ---------- | --------- | ---------------- | ---------------- | --------------- | ----------- | ------- |
| João Silva | Masculino | 17m22            | 58m54            | 30m33           | 1h47m51     | 9º      |
| Bruno Pais | Masculino | 18m57            | 58m44            | 32m30           | 1h51m22     | 41º     |